# Верьовкін Олександр Семенович
Олекса́ндр Семе́нович Верьо́вкін (рос. Александр Семёнович Верёвкин; 13 березня 1927) — радянський військовик, генерал-майор внутрішніх військ.
Один з тринадцяти повних кавалерів ордена «За службу Батьківщині у Збройних Силах СРСР».

## Життєпис
Народився в селі Таль, нині Любанського району Мінської області Білорусі в селянській родині. У 1941 році закінчив 7 класів школи.
В роки Другої світової війни перебував на тимчасово окупованій території, брав участь у партизанському русі. Після відновлення радянської влади у складі військ НКДБ СРСР брав участь у боротьбі проти повстанців у Західній Білорусі та Західній Україні.
У 1948 році закінчив факультет прикордонних військ Саратовського військового училища, отримавши військове звання «лейтенант». Для подальшого проходження служби направлений до 7-ї дивізії оперативного призначення військ МДБ СРСР.
У 1956 році призначений командиром роти особливого полку оперативного призначення КДБ СРСР (м. Рига).
Після закінчення Вищої школи КДБ СРСР (м. Москва) у 1958 році, направлений командиром навчального батальйону внутрішніх військ (Лемболово, Ленінградська область). Згодом командував полком, бригадою, дивізією спецвійськ з охорони особливо важливих державних об'єктів (м. Новосибірськ), був заступником начальника управління бойової підготовки військ Головного управління внутрішніх військ (м. Москва).
Брав участь у низці спеціальних операції, зокрема після аварії на Чорнобильській АЕС і в вірмено-азербайджанському конфлікті в Нагірному Карабаху.
Вийшов у відставку у 1989 році. Мешкає у Санкт-Петербурзі.

## Нагороди
- Орден Вітчизняної війни 1-го ступеня (11.03.1985).
- Орден Червоної Зірки.
- Орден «За службу Батьківщині у Збройних Силах СРСР» 1-го ступеня (01.03.1989).
- Орден «За службу Батьківщині у Збройних Силах СРСР» 2-го ступеня (18.02.1981).
- Орден «За службу Батьківщині у Збройних Силах СРСР» 3-го ступеня (30.04.1975).
- Медалі.
- Нагрудний знак «Почесний працівник держбезпеки».